# Oyan Nəzəriani
Oyan Nəzəriani (ur. 5 sierpnia 1994 roku) – azerski zapaśnik walczący w stylu wolnym. Zajął szesnaste miejsce na mistrzostwach Europy w 2017. Drugi w Pucharze Świata w 2017 i szósty w 2016 roku.